# Campeonato Mundial de Xadrez de 1958
O Campeonato Mundial de Xadrez de 1958 foi um match de revanche entre o ex-campeão Mikhail Botvinnik e o então campeão Vasily Smyslov. A disputa foi realizada entre 4 de março e 9 de maio em Moscou em uma melhor de 24 partidas no qual Botvinnik reconquistou o título perdido no ano anterior.
|                   | 1 | 2 | 3 | 4 | 5 | 6 | 7 | 8 | 9 | 10 | 11 | 12 | 13 | 14 | 15 | 16 | 17 | 18 | 19 | 20 | 21 | 22 | 23 | Pontos |
| ----------------- | - | - | - | - | - | - | - | - | - | -- | -- | -- | -- | -- | -- | -- | -- | -- | -- | -- | -- | -- | -- | ------ |
| Mikhail Botvinnik | 1 | 1 | 1 | ½ | 0 | 1 | ½ | ½ | ½ | ½  | 0  | 1  | ½  | 1  | 0  | ½  | ½  | 1  | 0  | ½  | ½  | 0  | ½  | 12½    |
| Vasily Smyslov    | 0 | 0 | 0 | ½ | 1 | 0 | ½ | ½ | ½ | ½  | 1  | 0  | ½  | 0  | 1  | ½  | ½  | 0  | 1  | ½  | ½  | 1  | ½  | 10½    |